# Awtomagistrala Ljulin
Die Awtomagistrala „Ljulin“ bzw. Awtomagistrala A6 (bulgarisch Автомагистрала А6 Люлин Awtomagistrala A6 Ljulin, deutsch ‚Ljulinautobahn‘) war eine Autobahn in West-Bulgarien. Sie war nach dem von ihr durchquerten Ljulingebirge benannt und wurde in die Awtomagistrala Struma integriert. Wegen der kurzen Länge von 19 km war sie die erste vollständig fertiggestellte Autobahn in Bulgarien.

## Verlauf
Die Autobahn verband die Sofioter Ringstraße im Westen von Sofia mit der Awtomagistrala „Struma“ (A3) im Südwesten bei Pernik. Durch den Verlauf im Gebirge waren drei in offener Bauweise hergestellte Tunnel mit einer Gesamtlänge von 1260 m und 26 Brücken und Viadukte mit einer Länge von 6000 m nötig.
Die Ljulinautobahn war auf ihrer gesamten Länge Teil der Europastraße 79 von Košice in der Slowakei bis Thessaloniki in Griechenland.

## Geschichte
Ziel der Autobahnverbindung war die Entlastung der nur teilweise vierspurig ausgebauten Republikstraßen 1 und 6, welche insbesondere sonntagabends überlastet und durch den massiven Verkehr stark in Mitleidenschaft gezogen worden waren.
Das Budget für die Autobahn betrug 148,45 Millionen Euro und wurde zu 75 % von der Europäischen Union im Rahmen des Strukturpolitischen Instruments zur Vorbereitung auf den Beitritt (kurz: ISPA) und zu 25 % vom bulgarischen Staat getragen. Diese Baukosten für das relativ kurze Stück Autobahn erklären sich durch die schwierigen geografischen Gegebenheiten. Da die einfachere Querung des Gebirges zwischen Witoscha- und Ljulingebirge bereits von der Republikstraße 1 und 6 genutzt wird, war eine alternative Trassenführung mitten durch das Ljulingebirge notwendig.
Im August 2006 wurde der Bauvertrag unterschrieben; die Bauarbeiten begannen Ende Dezember 2006 und wurden von der türkischen Gesellschaft „Mapa-Cengiz“ durchgeführt. Seit dem 17. Dezember 2010 war das Autobahnkreuz bei Pernik und damit bereits die Verbindung zwischen der Awtomagistrala „Ljulin“ (A6) und der Awtomagistrala „Struma“ (A3) befahrbar. Die komplette Autobahn wurde am 15. Mai 2011 dem Verkehr übergeben.
2018 entschied die Regierung Bulgariens, die Autobahn in die Awtomagistrala A3 „Struma“ (Sofia – griechische Grenze bei Kulata) zu integrieren. Gleichzeitig wurde die nun freigewordene Nummer A6 der Awtomagistrala „Europa“ zugeschlagen.